# Spirostreptus dorsolineatus
Spirostreptus dorsolineatus är en mångfotingart som beskrevs av Sinclair. Spirostreptus dorsolineatus ingår i släktet Spirostreptus och familjen Spirostreptidae. Inga underarter finns listade i Catalogue of Life.